# Robert A. Parker
Robert Alan Parker (ur. 14 grudnia 1936 w Nowym Jorku) – amerykański fizyk i astronauta.

## Życiorys
Dorastał w Shrewsbury w Massachusetts, gdzie uczęszczał do szkoły, w 1958 ukończył fizykę i astronomię w Amherst College. W 1962 uzyskał doktorat z astronomii w California Institute of Technology, później był asystentem profesora astronomii na University of Wisconsin. Ma wylatane ponad 3500 godzin na odrzutowcach. 4 sierpnia 1967 został wybrany przez NASA kandydatem na astronautę, później podczas misji Apollo 15 i Apollo 17 był w zapasowych załogach, pełnił też funkcję dyrektora biura podczas programu Skylab. Od 28 listopada do 8 grudnia 1983 był specjalistą misji STS-9 z laboratorium kosmicznym Spacelab-1 trwającej 10 dni, 7 godzin i 47 minut. Od 2 do 10 grudnia 1990 brał udział w misji STS-35 trwającej 8 dni, 23 godziny i 5 minut. Obserwowano wówczas przestrzeń kosmiczną w ultrafiolecie i promieniowaniu rentgenowskim za pomocą obserwatorium ASTRO-1 umieszczonego w ładowni wahadłowca, składającego się z czterech oddzielnych teleskopów. Łącznie Parker spędził w kosmosie 19 dni, 6 godzin i 52 minuty.
Z grupy astronautów odszedł w roku 1993.
Stowarzyszenie Uczestników Lotów Kosmicznych (Association of Space Explorers) przyznało mu Universal Astronaut Insignia za lot orbitalny (nr 129).